# 디트로이트 타이거스
디트로이트 타이거스(영어: Detroit Tigers)는 미국 미시간주 디트로이트를 연고지로 하는 프로 야구 팀이다. 메이저 리그 아메리칸 리그 중부 지구에 소속되어 있다.
1901년에 창단하였으며 2000년부터 현재까지 코메리카 파크를 홈구장으로 사용하고 있다.

## 역대 주요 선수

### 투수
- 베네수엘라 프레디 가르시아
- 미국 세스 그레이싱어
- 미국 게리 글러버
- 일본 노모 히데오
- 미국 크리스 니코스키
- 미국 클레이 라파다
- 도미니카 공화국 페르난도 로드니
- 도미니카 공화국 아킬리노 로페스
- 미국 콜비 루이스
- 도미니카 공화국 호세 리마
- 미국 마이크 마셜
- 도미니카 공화국 데니 바티스타
- 미국 앤디 밴 헤켄
- 도미니카 공화국 후안 세데뇨
- 미국 맥스 셔저
- 미국 에디 시콧
- 도미니카 공화국 에스테반 얀
- 미국 존 에니스
- 미국 돈트렐 윌리스
- 미국 애덤 윌크
- 도미니카 공화국 호세 카페얀
- 도미니카 공화국 프란시스코 코데로
- 도미니카 공화국 로만 콜론
- 도미니카 공화국 프란시스코 크루세타
- 오스트레일리아 브래드 토머스
- 도미니카 공화국 알프레도 피가로
- 도미니카 공화국 페르난도 에르난데스
- 미국 저스틴 벌랜더
- 미국 테드 웨버
- 미국 조바 체임벌린
- 미국 필 코크

### 포수
- 미국 채드 크루터
- 베네수엘라 빅토르 마르티네스

### 내야수
- 미국 행크 그린버그
- 미국 빌리 마틴
- 미국 세실 필더
- 미국 라이언 잭슨
- 미국 휴이 제닝스
- 도미니카 공화국 카를로스 페냐
- 미국 자니 페스키
- 미국 프린스 필더
- 미국 잭 한나한
- 베네수엘라 미겔 카브레라 (현재)

### 외야수
- 멕시코 카림 가르시아
- 미국 커티스 그랜더슨
- 미국 커크 깁슨
- 미국 조니 데이먼
- 미국 래리 도비
- 미국 빌리 빈
- 미국 거스 저니얼
- 미국 타이 콥
- 미국 제이컵 크루즈
- 미국 샘 톰프슨
- 도미니카 공화국 루디 펨버턴
- 미국 브레넌 보슈
- 미국 토리 헌터
- 미국 숀 헤어
- 미국 앤서니 고즈
- 미국 라제이 데이비스
- 베네수엘라 마글리오 오르도녜스

## 영구 결번
- #2 찰리 게링거
- #3 앨런 트래멀
- #5 행크 그린버그
- #6 알 칼라인
- #11 스파키 앤더슨
- #16 할 뉴하우저
- #23 윌리 호튼
- #42 재키 로빈슨
- #47 잭 모리스